# Chérancé (Mayenne)
Chérancé ist eine französische Gemeinde mit 155 Einwohnern (Stand: 1. Januar 2022) im Département Mayenne in der Region Pays de la Loire; sie gehört zum Arrondissement Château-Gontier und zum Kanton Château-Gontier. Die Einwohner werden Chérancéens genannt.

## Geographie
Chérancé liegt etwa 34 Kilometer südsüdwestlich von Laval. Umgeben wird Chérancé von den Nachbargemeinden Craon im Nordwesten und Norden, Pommerieux im Norden, Mée im Osten, Saint-Quentin-les-Anges im Süden und Südosten, Segré-en-Anjou Bleu im Süden sowie Bouchamps-lès-Craon im Westen.

## Bevölkerungsentwicklung
| 1962                       | 1968 | 1975 | 1982 | 1990 | 1999 | 2006 | 2019 |
| -------------------------- | ---- | ---- | ---- | ---- | ---- | ---- | ---- |
| 277                        | 280  | 232  | 216  | 201  | 166  | 169  | 155  |
| Quellen: Cassini und INSEE |      |      |      |      |      |      |      |

## Sehenswürdigkeiten

Kirche Saint-Martin

- Kirche Saint-Martin